# Solenopsis punctaticeps
Solenopsis punctaticeps är en myrart som beskrevs av Mayr 1865. Solenopsis punctaticeps ingår i släktet eldmyror, och familjen myror.

## Underarter
Arten delas in i följande underarter:
- S. p. caffra
- S. p. cleptomana
- S. p. erythraea
- S. p. fur
- S. p. indocilis
- S. p. juba
- S. p. kibaliensis
- S. p. punctaticeps